# Kvarnträsket (Nederkalix socken, Norrbotten)
Kvarnträsket är en sjö i Kalix kommun i Norrbotten och ingår i Kalixälven-Töreälvens kustområde. Sjön har en area på 0,18 kvadratkilometer och ligger 7,2 meter över havet. Sjön avvattnas av vattendraget Pålängån.

## Delavrinningsområde
Kvarnträsket ingår i det delavrinningsområde (732160-182134) som SMHI kallar för Mynnar i havet. Medelhöjden är 17 meter över havet och ytan är 1,09 kvadratkilometer. Räknas de 3 avrinningsområdena uppströms in blir den ackumulerade arean 52,85 kvadratkilometer. Avrinningsområdets utflöde Pålängån mynnar i havet. Avrinningsområdet består mestadels av skog (82 procent). Avrinningsområdet har 0,18 kvadratkilometer vattenytor vilket ger det en sjöprocent på 16,9 procent.